# Claude Gaspard Bachet de Méziriac
Claude Gaspard Bachet de Méziriac, född 9 oktober 1581 och död 26 februari 1638, var en fransk matematiker.
Bachet de Méziriac utgav 1612 och 1624 Problèmes plaisants et délectables qui se font par les nombres, kända samlingar av matematiska gåtor. Han uttalade även den senare av Joseph Louis Lagrange bevisade satsen, att varje naturligt tal är summan av 1–4 kvadrattal.